# Cokory
Cokory (Myospalacinae) – podrodzina ssaków z rodziny ślepcowatych (Spalacidae).

## Zasięg występowania
Podrodzina obejmuje gatunki występujące w Azji.

## Podział systematyczny
Do podrodziny należą jedno występujące współcześnie plemię:
- Myospalacini Lilljeborg, 1866

Opisano również plemię wymarłe:
- Prosiphneini LeRoy, 1940